# Geo-Umweltpark Vogtland

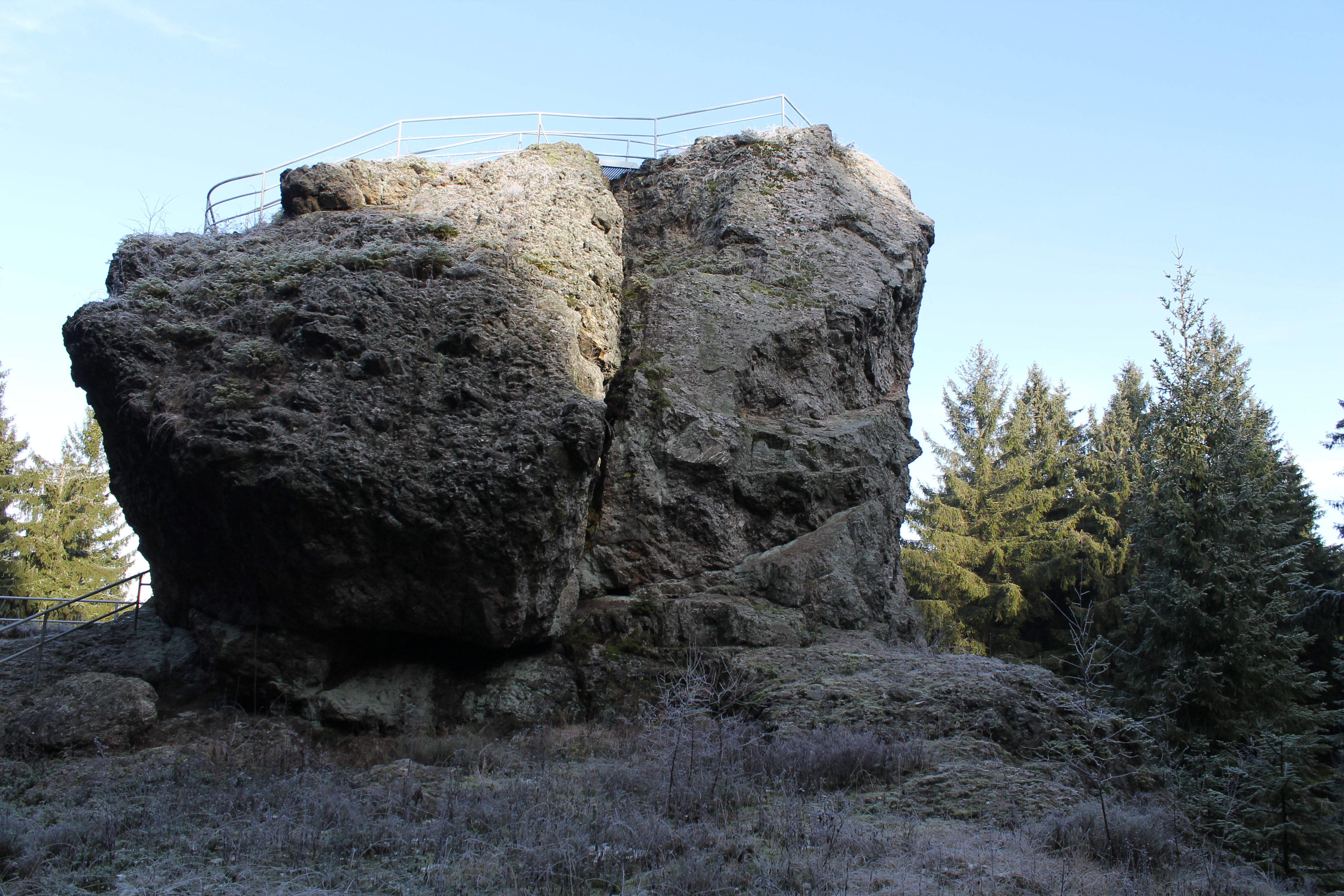
Geotop Schneckenstein

Der Geo-Umweltpark Vogtland ist ein „nicht-zertifizierter Geopark“. Der Geopark umfasst eine Fläche von 388 km² und wurde 2017 gegründet. Der Geopark umfasst die Städte und Gemeinden von Falkenstein/Vogtl., Schöneck/Vogtl., Klingenthal, Ellefeld, Neustadt/Vogtl., Grünbach, Werda mit Kottengrün, Bergen, Muldenhammer, Auerbach/Vogtl, Treuen und Theuma.
Im Osten liegt die Endokontaktzone des Permo-Karbonen Eibenstocker Granitmassives mit Zinn-Wolfram-Lagerstätten, im Süden die Altbergbaureviere Klingenthal-Graslice (Cu, Au) und Brunndöbra (Baryt) und im NW das Bergener Granitmassiv. Dazwischen befinden sich verschiedene Metamorphite (Phyllite, Quarzite), die z. T. als Geotope ausgewiesen sind und ein Zeitfenster bis in die prä-Variszische Entwicklung des Vogtlandes im Ordovizium repräsentieren.
Zu den Besonderheiten des Gebiets zählen der Topasfelsen Schneckenstein, Museen, Lehr- und Erlebnispfade, Felsenwege, Geotope, Besucherbergwerk und die Talsperrenlandschaften mit den Wassereinzugsgebieten.